# 9 a.C.
9 a.C. foi um ano comum do século I a.C. que durou 365 dias. De acordo com o Calendário Juliano, o ano teve início e terminou a uma segunda-feira. a sua letra dominical foi G.
| Ano completo                         |
| ------------------------------------ |
| Ano comum com início à segunda-feira |

## Eventos
- Nero Cláudio Druso e Tito Quíncio Crispino Sulpiciano, cônsules romanos.
- Os judeus da Ásia e Cirene enviam embaixadores a Augusto para reclamar que os gregos não os deixam praticar sua religião, e pedem confirmação de seus privilégios concedidos pelos romanos.[1]
- Herodes, após haver gasto em excesso, e precisando de recursos, segue o exemplo de João Hircano e viola o túmulo do rei Davi, porém só encontra roupas e ornamentos de ouro, que ele remove. Para expiar, ele constroi um monumento suntuoso, de mármore, na entrada do sepulcro.[1]
- Antípatro, filho de Herodes, continua a campanha contra seus irmãos Alexandre e Aristóbulo, através de acusações falsas feitas por outras pessoas. Herodes, convencido que Antípatro era o único disposto a preservá-lo, envia seu mordomo Ptolemeu a Antípatro e sua mãe Dóris, para discutir o que fazer.[1][Nota 1]
- Feroras, a quem Herodes havia oferecido em casamento sua filha Cipros, se apaixona por uma serva e rejeita o casamento. Feroras também acusa Herodes a Alexandre, filho de Herodes, dizendo que o rei estava apaixonado por Glafira, esposa de Alexandre. Isto deixa Herodes irritado com ambos.[1]

## Mortes
- Verão de 9 a.C.: Nero Cláudio Druso, político e comandante militar romano da gente Cláudia. (n. 38 a.C.).